# Alessandro Nannini
Alessandro Nannini, italijanski dirkač Formule 1, * 7. julij 1959, Siena, Italija.
Alessandro Nannini, z vzdevkom Sandro, je upokojeni italijanski dirkač Formule 1. Debitiral je v sezoni 1986 na Veliki nagradi Brazilije z Minardijem, ki pa je bil nekonkurenčen tako, da je Nannini obe sezoni pri njih končal brez točk. Pred sezono 1988 je prestopil v Benetton in na drugi dirki sezone za Veliko nagrado San Marina osvojil prve točke s šestim mestom, na Veliki nagradi Velike Britanije pa prvo uvrstitev na stopničke s tretjim mestom. Tudi sezona 1989 se je odvijala podobno do dirke za Veliko nagrado Japonske, ko je osvojil svojo prvo in edino zmago. Po Veliki nagradi Španije v sezoni 1990, ko je osvojil tretje mesto, se je poškodoval v helikopterski nesreči pri Sieni in zaradi poškodb roke moral končati kariero.

## Popolni rezultati Formule 1
(legenda) (odebeljene dirke pomenijo najboljši štartni položaj, poševne pa najhitrejši krog, †-uvrščen kljub odstopu)
| Leto | Moštvo           | Šasija         | Motor       | 1       | 2       | 3       | 4       | 5        | 6        | 7        | 8       | 9       | 10      | 11      | 12      | 13      | 14      | 15      | 16      | Prv | Toč |
| ---- | ---------------- | -------------- | ----------- | ------- | ------- | ------- | ------- | -------- | -------- | -------- | ------- | ------- | ------- | ------- | ------- | ------- | ------- | ------- | ------- | --- | --- |
| 1986 | Minardi Team     | Minardi M185B  | MM V6       | BRA Ret | ŠPA DNS | SMR Ret | MON DNQ | BEL Ret  | KAN Ret  | VZDA Ret | FRA Ret | VB Ret  | NEM Ret | MAD Ret | AVT Ret | ITA Ret | POR Ret | MEH 14  | AVS Ret | -   | 0   |
| 1987 | Minardi Team     | Minardi M187   | MM V6       | BRA Ret | SMR Ret | BEL Ret | MON Ret | VZDA Ret | FRA Ret  | VB Ret   | NEM Ret | MAD 11  | AVT Ret | ITA 16  | POR 11  | ŠPA Ret | MEH Ret | JAP Ret | AVS Ret | -   | 0   |
| 1988 | Benetton Formula | Benetton B188  | Cosworth V8 | BRA Ret | SMR 6   | MON Ret | MEH 7   | KAN Ret  | VZDA Ret | FRA 6    | VB 3    | NEM 18  | MAD Ret | BEL DSQ | ITA 9   | POR Ret | ŠPA 3   | JAP 5   | AVS Ret | 10. | 12  |
| 1989 | Benetton Formula | Benetton B188  | Cosworth V8 | BRA 6   | SMR 3   | MON 8   | MEH 4   | ZDA Ret  | KAN DSQ  |          |         |         |         |         |         |         |         |         |         | 6.  | 32  |
| 1989 | Benetton Formula | Benetton B189  | Ford V8     |         |         |         |         |          |          | FRA Ret  | VB 3    | NEM Ret | MAD Ret | BEL 5   | ITA Ret | POR 4   | ŠPA Ret | JAP 1   | AVS 2   | 6.  | 32  |
| 1990 | Benetton Formula | Benetton B189B | Ford V8     | ZDA 11  | BRA 10  |         |         |          |          |          |         |         |         |         |         |         |         |         |         | 8.  | 21  |
| 1990 | Benetton Formula | Benetton B190  | Ford V8     |         |         | SMR 3   | MON Ret | KAN Ret  | MEH 4    | FRA 16   | VB Ret  | NEM 2   | MAD Ret | BEL 4   | ITA 8   | POR 6   | ŠPA 3   | JAP     | AVS     | 8.  | 21  |